# ONE Friday Fights 3
ONE Friday Fights 3: Chorfah vs. Petsukumvi (también conocido como ONE Lumpinee 3) fue un evento de deportes de combate producido por ONE Championship el 3 de febrero de 2023 en el Lumpinee Boxing Stadium en Bangkok, Tailandia.

## Historia
Una pelea de muay thai de peso mosca entre Chorfah Tor.Sangtiennoi y Phetsukumvit Boybangna encabezó el evento.

## Bonificaciones
Los siguientes peleadores recibieron bonos de $10.000.
- Actuación de la Noche: Elbrus Amirkhanovich, Kongchai Chanaidonmuang, Ilyas Musaev, Yu Yau Pui, Shannon Wiratchai y Alisson Barbosa